# Storm van 15 november 1683

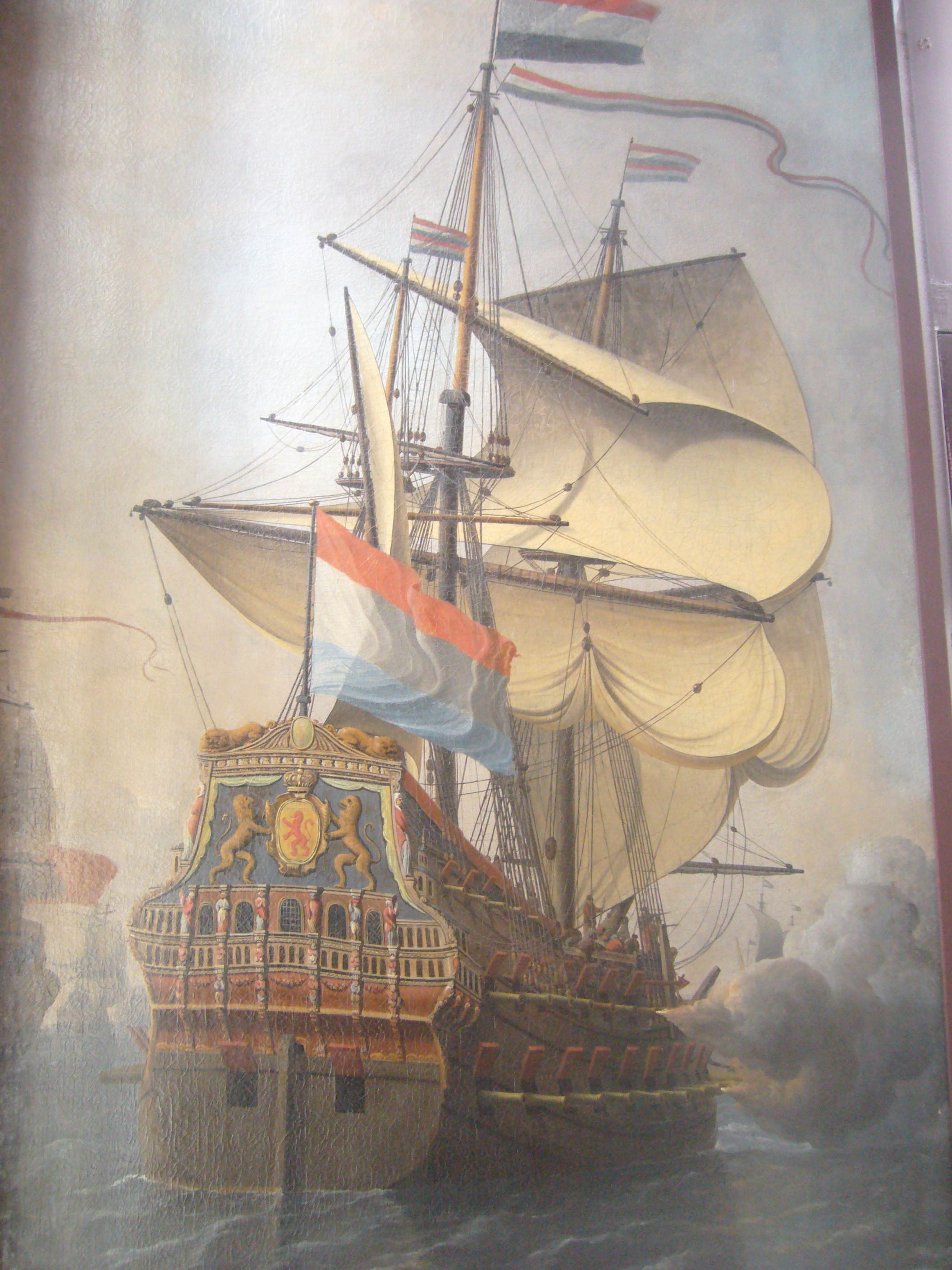
De Hollandia, Schildering in de koepelzaal van Trompenburgh

In november 1683 woedde een zeer zware storm in het Noordzeegebied. Acht van 's Landsvloot oorlogsschepen vergingen voor de Hollandse Kust. De vloot onder het bevel van de luitenant-admiraal Willem Bastiaensz Schepers, op thuisreis vanuit de Scandinavische wateren, werd op de Noordzee overvallen door een zware storm, die in vijf dagen tijd aanzwol tot een orkaan. Hierbij vergingen in de nacht van 15 november 1683 de volgende schepen:
- Woerden. Vergaat bij Kamperduin. Van dit schip verdronken 292 opvarenden, 58 worden gered.
- Hollandia. Alle circa 450 opvarenden worden gered.
- Tydverdryf. Van dit schip verdronken 216 opvarenden, 14 worden gered.
- Prins te Paard. Alle 230 opvarenden verdrinken.
- Leeuwen. Vergaat nabij Texel. Alle opvarenden worden gered.
- Gouda. Alle opvarenden, op enkele na gered.
- Westvriesland. Alle opvarenden komen om.
- Wapen van Monnickendam. Alle opvarenden komen om.

In totaal kost deze ramp aan circa 1200 mensen het leven, waarmee het tot de grootste rampen uit de Nederlandse geschiedenis hoort.